# 8113 Matsue
8113 Matsue este un asteroid din centura principală de asteroizi.

## Descriere
8113 Matsue este un asteroid din centura principală de asteroizi. A fost descoperit pe 21 aprilie 1996 la Yatsuka de Robert H. McNaught și Hiroshi Abe (astronom). Asteroidul prezintă o orbită caracterizată de o semiaxă mare de 2,28 ua, o excentricitate de 0,20 și o înclinație de 6,8° în raport cu ecliptica.